# Paracarsidara rostrata
Paracarsidara rostrata är en insektsart som först beskrevs av Crawford 1911.  Paracarsidara rostrata ingår i släktet Paracarsidara och familjen Carsidaridae. Inga underarter finns listade i Catalogue of Life.